# Шампанское (рассказ)
«Шампанское» — рассказ Антона Павловича Чехова. Написан в 1887 году, впервые опубликован в 1887 году в «Петербургской газете» № 4 от 5 января с подписью А. Чехонте.

## Публикации
Рассказ А. П. Чехова «Шампанское» написан в 1887 году, впервые опубликован в 1887 году в «Петербургской газете» № 4 от 5 января с подписью А. Чехонте, в 1889 году печатался в книге «Стоглав», в 1890 году — в сборнике «Хмурые люди», в издании А. Ф. Маркса.
При жизни Чехова рассказ переводился на болгарский, немецкий, сербскохорватский и финский языки.

## Критика
В своё время критикой отмечалась художественная сторона рассказа.
Н. К. Михайловский отмечал поэтичность стиля писателя: «В рассказе „Шампанское“ я остановился на следующих хорошеньких строчках: „Два облачка уже отошли от луны и стояли поодаль с таким видом, как будто шептались об чем-то таком, чего не должна знать луна. Легкий ветерок пробежал по степи, неся глухой шум ушедшего поезда“. Как это в самом деле мило, и таких милых штришков много разбросано в книжке, как, впрочем, и всегда в рассказах г. Чехова. Всё у него живет: облака тайком от луны шепчутся, колокольчики плачут, бубенчики смеются, тень вместе с человеком из вагона выходит. Эта своего рода, пожалуй, пантеистическая черта очень способствует красоте рассказа и свидетельствует о поэтическом настроении автора».

## Сюжет
Рассказ написан от первого лица. Молодой начальник отдаленного полустанка железной дороги жил с женой и без детей в уединении, развлекаясь водкой и созерцанием проезжающих поездов.
Жизнь была скучная. Однажды перед празднованием Нового года он сидел с женой за праздничным столом, достаточно выпил и думал о скуке. Ждали, когда часы покажут наступление Нового года. Без пяти минут двенадцать он раскупорил бутылку, пробка вылетела, а бутылка выскользнула у него из рук и упала на пол. Поздравление с Новым годом жена встретила
с испуганными глазами. Она знала, что падение бутылки является нехорошей приметой и означает, что в новом году случится что-то недоброе.
После пререканий с женой рассказчик вышел из дома думая, что с ними уже такое случалось, что худшего уже и не может быть.
Он вспоминал умерших родителей, как его выгнали из гимназии, как он скитался без дела и друзей. Жену он не любил, женился ещё мальчишкой.
Вернувшись домой, он увидел жену веселой — к ним приехала на три дня «добрая тётя» Наталья Петровна — жена дяди жены героя, женщина свободного поведения. За ужином «тетя» и «племянник» хорошо выпили, у них закружилась голова, начался их роман (страшный, бешеный вихрь). В этом вихре герой теряет жену, любовницу, работу. Он спрашивает «что ещё недоброе может со мной случиться?»